# مارك كاروثرز
مارك كاروثرز (بالإنجليزية: Mark Carruthers)‏ هو مقدم تلفزيوني وصحفي بريطاني، ولد في 1965.